# Público (Portugalia)
Público (în traducere „Public”) este un cotidian național portughez publicat la Lisabona, Portugalia.

## Istoric și profil
Público a fost publicat pentru prima dată la 5 martie 1990. Ziarul a fost fondat de compania Sonae și este deținut de grupul editorial Sonae. În 1992 compania media italiană Repubblica International Holding SA, filială a Gruppo Editoriale L'Espresso, a achiziționat 16,75% din acțiunile ziarului.
Ziarul este publicat în format tabloid și are sediul central la Lisabona. Público este cunoscut ca o publicație de inspirație franceză, cu texte ample și puține ilustrații. Primul său redactor-șef a fost Vicente Jorge Silva, fost subredactor-șef la Expresso. José Manuel Fernandes a fost, de asemenea, redactor-șef al ziarului în perioada 1998-2009 și i-a succedat Bárbara Reis în perioada 2009-2016.
Público este unul dintre primele ziare mainstream portugheze care a avut o ediție online, ce a fost lansată în 1995. Ediția sa online a fost gratuită și a inclus aproape toate articolele din ediția tipărită, cu excepția imaginilor. În 2005 s-a schimbat accesul la ediția online de la gratuit la disponibil prin abonament. În 2006 versiunea HTML a ediției actuale a devenit din nou gratuită, în timp ce restul conținutului, cum ar fi versiunea PDF (disponibilă doar pentru abonați), versiunea HTML îmbunătățită și accesul la edițiile de arhivă, sunt încă supuse înregistrării și plății unui abonament. Ediția online a ziarului Público a fost numită ca mediul online al anului în Europa în 2013.
Ziarul a primit premiul European Newspaper of the Year în categoria ziarelor de nivel național de către European Newspaper Congress din 2014. Linia editorială actuală este, în general, proeuropenistă.

## Tiraj
Între ianuarie și martie 2003 Público a avut un tiraj de 60.000 de exemplare. Tirajul ziarului a fost de 58.000 de exemplare în 2003, ceea ce a făcut ca Público să devină al patrulea cel mai vândut ziar din țară. În 2005 ziarul a avut un tiraj de 46.111 de exemplare, iar în anul următor tirajul a scăzut la 41.706 exemplare. În 2007 a fost al patrulea cel mai bine vândut ziar portughez, cu un tiraj de 42.000 de exemplare. Tirajul său a fost în 2008 de 42.527 de exemplare. Público a avut un tiraj de 38.229 exemplare în 2009, 35.137 exemplare în 2010 și 33.159 de exemplare în 2011. Tirajul a scăzut apoi la 28.360 de exemplare între septembrie și octombrie 2013.

## Controverse
În ediția din 6 iulie 2019 Público a publicat un articol al istoricului Maria de Fatima Bonifacio, care susținea că minoritățile rasiale (în special negrii și romii) nu sunt capabile să se integreze în societatea portugheză, sunt rasiste și nu împărtășesc „valorile creștine” ale majorității albe portugheze. Articolul și decizia directorului (Manuel Carvalho) de a-l publica au stârnit multe critici din partea altor ziare portugheze, precum și o plângere oficială înaintată de asociația SOS Racism către Parchetul Portughez.

## Mărci
- P2
- Ipsilon
- Fugas
- P3
- Guia do Lazer
- Inimigo Público
- Cinecartaz

## Suplimente și secțiuni întrerupte
- Público Junior
- Economia
- Digital

## Legături externe
- Site web oficial